# Sanji
Sanji er en fiktiv karakter i mangaen og animeen One Piece. Han er det fjerde medlem af Stråhattene og er også deres kok. Han er 19 år og 177 cm høj.

## Personlighed og optræden
Sanji er storryger og ses konstant med en cigaret i mundvigen, også under madlavningen. Han klæder sig altid pænt i jakkesæt, slips, skjorter og nogle gange veste. Hans venstre øje er konstant dækket af lyse hårlokker, og det spekuleres tit, om han overhovedet har et øje derunder, da man aldrig har set det. Eiichiro Oda snakker altid udenom, når der stilles spørgsmål blandt læserbrevene vedrørende Sanjis øje, så det ser ud til, at fans enten må vente med at få et svar til senere i mangaen eller aldrig får et. Hans snurrende øjenbryn over det højre øje er der derimod givet en forklaring på, selvom den er mindre seriøs.
Sanjis drøm er at finde All Blue, et sted i verden, hvor fisk fra alle fire verdenshave er at finde. Han taler generelt meget grimt, men ellers er han meget afslappet og sympatisk. Han kan godt lide at hygge og laver tit kager og kaffe til besætningen – specielt til pigerne, som han også giver den friskeste mad. Han er nemlig helt vild med alle smukke piger, men specielt Nami, som dog omvendt ikke viser den store interesse for ham, men i stedet udnytter ham. Ellers er han meget populær hos resten af Stråhattene, især hos Luffy, fordi han laver lækker mad (Luffy er meget madglad), men han er også gode venner med Usopp og andre medlemmer af Stråhattene. Dog skændes han tit med Zoro selvom de sagtens kan arbejde sammen i seriøse situationer.
Sanji er en stolt person, og tilsviner man ham, hans madlavning eller piger, bliver han meget vred. Han har ligesom mange andre besætningsmedlemmer overmenneskelig styrke, selvom man i modsætning til Zorro aldrig ser ham træne.

### Mr. Prins
I Alabasta fandt Sanji på et alias, Mr. Prins. Han formåede at snyde både Sir Crocodile og marinerne og redde sine venner fra Sir Crocodiles fælde. Udover et par briller er han dog fuldstændig sig selv i dette alias. Han udviklede dog sandsynligvis bare aliasset for at have det sjovt, da han ellers hader anonymitet og stræber efter at få en dusør. Sanji er aldrig vendt tilbage til Mr. Prins, men har siden hen udviklet andre identiteter i kampene.

## Fortid
For ti år siden arbejdede Sanji som køkkendreng på et passagerskib. Her fortalte de andre kokke ham om All Blue, og han besluttede sig straks for at ville finde det. En aften under en storm blev skibet angrebet af Cook-piratbanden ledt af 'Jeff Rødfod', en pirat og mesterkok med så stor sparkestyrke, at hans sko blev røde af fjendens blod efter en kamp. Sanji var dog ikke bange og gik til angreb mod Jeff. Jeff var klart overlegen, men han gav ikke op. Han bekendtgjorde sin drøm og bed sig fast i Jeffs ben, men blev sparket af igen. En bølge skubbede ham overbord, og Jeff sparkede masten over og hoppede til de andres store forbløffelse i efter ham.
Da Sanji vågnede op igen, lå han på et klippeskær midt i havet sammen med Jeff. Han fik at vide, at begge skibe er gået under, og at de to var de eneste overlevende. Der var ikke noget mad på øen, men Jeff smed en pose med rester over til Sanji og siger, at han skal gå om på den anden side af øen og kigge efter skibe. Sanji fordelte maden, så der var til nogle dage, men det viste sig, at de skulle bruge over 70 dage som skibbrudne. Halvdød af sult 50 dage senere slæbte Sanji sig selv over til Jeff og fandt ud af, at han stadig havde mad tilbage. Han besluttede sig for at snige sig ind på Jeff og stikke ham ned, men blev hurtigt opdaget.
Sanji skar dog stadig Jeffs rationspose op, men fandt ud af, at den kun indeholdt guld. Han kiggede på Jeff og så, at han var endnu tyndere, end han selv var og blev chokeret. Sanji forstod ikke, hvorfor Jeff har været så venlig mod ham, og Jeff fortalte, at det er fordi, de har den samme drøm. Han fortalte om alle de gange, han tidligere har sultet på havet og drømt om en flydende restaurant, der kunne komme til redning. Sanji lovede, at han ville hjælpe Jeff, hvis han ikke lagde sig til at dø. 85 dage senere blev de reddet af et forbipasserende skib, og snart købte Jeff og Sanji et stort skib for deres sidste penge og indrettede som restaurant.
Jeff lærte Sanji op i madlavningens kunst under strenge præmisser. Sammen byggede de restauranten op til at blive en af de mest prestigefylde i East Blue, og ti år senere, da Stråhattene møder ham, er Sanji overkok på restauranten, som har fået navnet Baratie. Han er dog ikke særlig populær hos de andre kokke, fordi han er temperamentsfuld og flabet. At Jeff ofrede sin egen fod for hans skyld, hjemsøger stadig Sanji og er grunden til, at han ikke har forladt Baratie tidligere. Han får dog udfriet sin gæld efter Don Criegs angreb. Det viser sig også, at kokkene og Jeff alligevel kan lide Sanji, hvilket kommer til udtryk under en tårevældet afsked med Baratie.

## Angreb og kampteknik
Sanji kæmper som Jeff kun med benene, da han ikke ville kunne lave mad, hvis han hænder kom til skade. Det vides ikke, hvordan han har lært sparketeknikken, men han mestrer den utrolig godt. Han udvider selv jævntligt kampteknikken. Hans angreb er som regel opkaldt efter ting, der har med mad at gøre. Han har utroligt stærke ben, og kan med et enklet spark knuse klipper så let som ingenting. Han kæmper kun med benene men bruger dog hænderne til at støtte. Dette er fordi at han er kok, så hans hænder er utroligt vigtige og han kan ikke risikere at beskadige dem i kamp da han så ikke ville kunne lave mad.
Sanji's største svaghed er kvinder, som han ikke kan få sig selv til at gøre skade på, lige meget hvor meget han ønsker det. Et godt eksempel er hans kamp mod Bon Kurei, der kunne forvandle sig til Nami og dermed beskytte sig mod Sanji. Andre svagheder er som sagt, at det ikke er den mest fordelsfulde kampteknik, men det kommer selvfølgelig an på modstanderens kampteknik, og om denne har djævlekræfter.